# Nora Gubisch
Nora Gubisch (* 1971 in Paris) ist eine französische Opernsängerin (Mezzosopran). Sie ist mit dem Dirigenten und Pianisten Alain Altinoglu verheiratet, mit dem sie auch zusammen auftritt und diverse Aufnahmen eingespielt hat.

## Leben
Nora Gubisch begann ihre musikalische Laufbahn mit Hilfe eines Förderprogramms von Radio France, an dem sie als Jugendliche teilnehmen durfte.
Dort sang sie für einige Jahre im „Jungen Chor“ und fing dann ein Klavierstudium in Paris an. Es folgte ein Gesangsstudium am Pariser Konservatorium, das sie im Alter von 24 Jahren mit einem Ersten Preis abschloss.
Die Vielseitigkeit ihres Repertoires bescherte ihr weltweite Auftritte, bei denen sie unter anderem mit Colin Davis, Nikolaus Harnoncourt, Kent Nagano, Christoph Eschenbach und Lorin Maazel als Dirigenten, und Orchestern wie dem New York Philharmonic Orchestra, den Wiener Philharmonikern und dem London Symphony Orchestra konzertierte.
Gubisch wurde mit dem französischen Orden Ordre des Arts et des Lettres ausgezeichnet.

## Diskographie
- Jules Massenet: Thérèse. Altinoglu, Castronovo, Dupuis
- Maurice Ravel: Mélodies. Klavier: Alain Altinoglu (Naîve)
- Henri Duparc: Mélodies. Klavier: Alain Altinoglu (Cascavelle)
- Michael Tippett: A Child of Our Time. Staatskapelle Dresden, Colin Davis
- Pascal Dusapin: Perelà, uomo di fumo. Orchestre national de Montpellier. Graham-Hall, Perraud, Juipen, Dirigent: Alain Altinoglu (Naïve)
- Jacques Offenbach: Die Rheinnixen. Beczala, Jenis, Orchestre National de Montpellier. Dirigent: Friedemann Layer (Accord Universal)
- Zoltán Kodály: Háry János. Gérard Depardieu, Layer (Accord Universal)
- Engelbert Humperdinck: Königskinder: Jonas Kaufmann, Roth, Sala, Armin Jordan (Accord Universal)
- Thierry Escaich: Les nuits hallucinées: Orchestre National de Lyon, Jun Märkl (Accord Universal)
- Nora Gubisch – Folk Songs. Manuel de Falla: Siete canciones populares españolas. Fernando Obradors: Aquel sombrero de monte el vito. Enrique Granados: La Maja dolorosa; El mirar de la Maja. El tra la la y el punteado. Luciano Berio: Folk song. Johannes Brahms: Zwei Gesänge für eine Altstimme mit Bratsche und Pianoforte op. 91; Wiegenlied op. 49 Nr. 4. Alain Altinoglu (Naive, 2013)